# Таможенный переулок
Тамо́женный переулок  — переулок в Василеостровском районе Санкт-Петербурга. Проходит от Университетской набережной до Биржевого проезда.

## История
С 1849 по 1853 год носил название Академический переулок, по местонахождению в проезде Императорской Санкт-Петербургской Академии наук. Затем некоторое время переулок не имел названия. Современное название Таможенный переулок известно с 1877 года, дано по находившейся поблизости (набережная Макарова, 4) Петербургской таможне.

## Достопримечательности
- Музей антропологии и этнографии имени Петра Великого Российской академии наук (Кунсткамера)
- Здание Петербургской академии наук
- Южный пакгауз Биржи